# Johann Georg Lahner
Johann Georg Lahner (Gasseldorf, 13 de agosto de 1772 - Viena, 23 de abril de 1845) fue un carnicero alemán residente en Viena, inventor de las salchichas "Wiener Würstchen" (salchicha de Viena), y la denominación acabó siendo así a pesar de haber denominado a su invento inicialmente con el apelativo de "Frankfurter" (de Frankfurt). 
- Datos: Q85939